# Ocean Drilling & Exploration Company
Ocean Drilling & Exploration Company (Odeco) was een zeeboormaatschappij die in 1953 werd opgericht door Doc Laborde en John Hayward. Het bedrijf speelde een belangrijke rol in de ontwerpen voor afzinkbare boorplatforms en de overgang naar halfafzinkbare platforms. In 1992 werd het bedrijf overgenomen door Diamond M Drilling.

## Aanloop
Doc LaBorde werkte offshore voor Kerr-McGee als superintendent op het boorplatform Breton Rig 20. Dit was een ontwerp van John T. Hayward, beter bekend als de Hayward-Barnsdall Rig, en gebaseerd op de swamp barges zoals die dienst deden op rivieren en meren. Deze pontons werden afgeballast tot ze op de bodem stonden en op grotere waterdieptes werden ze uitgerust met palen om het werkdek boven water te houden. Bij deze posted barges werd stabiliteit echter een probleem zodra het ponton zelf onder water verdween en daarmee het grootste deel van de waterlijn. Bij de Breton Rig 20 had Hayward dit opgelost door aan de uiteindes kleine pontons te bevestigen die bleven drijven tot het grote ponton op de bodem stond. Hierna werden ook deze pontons afgezonken om de golfkrachten te verminderen.
LaBorde ontwierp een versie die geschikter moest zijn voor de omstandigheden offshore. Hij voegde scharnierende pontons toe en kolommen met extra drijfvermogen. Tijdens het afzinken werd een aanmerkelijk deel van de stabiliteit door deze kolommen opgebracht, wat later kolomgestabiliseerde eenheden werden genoemd. Toen Kerr-McGee zijn ontwerp niet wilde bouwen, nam LaBorde contact op met Hayward. Hayward had het patent op dit concept en samen gingen zij naar Charles Murphy jr. van Murphy Oil. Deze zocht nieuwe technologie om het op te kunnen nemen tegen de grote oliemaatschappijen en zegde 500.000 dollar toe.

## Begin
Odeco werd opgericht en voor 2,5 miljoen dollar bouwde Alexander Shipyards de Mr. Charlie, genoemd naar de vader van Charles jr. Roger Wilson van McDermott had weinig vertrouwen in de stabiliteit van het platform en adviseerde oogplaten aan te brengen, zodat hij zijn kraanpontons kon gebruiken zodra het gekapseisd was.
LaBorde kwam in contact met Bouwe Dykstra en John Pittman van Shell Oil en verkreeg het eerste contract volgens dagtarief in de Golf van Mexico met een tarief van 6000 dollar per dag. Op een van de eerste reizen werd het platform vergezeld door journalisten en werd het door Life een singularly monstrous contraption genoemd. Op locatie werd het met enorme trim geballast werd tot een zijde van het ponton stabiel op de zeebodem rustte, waarna ook de andere zijde geballast werd, tot waterdieptes van 40 voet (12 meter). De scharnierbare pontons werden vervolgens ook op de zeebodem geballast waarbij een bumperconstructie meeklapte waar schepen aan konden afmeren.
Het concept van scharnierbare pontons werd alleen overgenomen door de American Tidelands 101 dat overigens geen extra grote kolommen voor stabiliteit had. De scharnieren waren te onderhoudsgevoelig in het mariene milieu en bij beide platforms werden de pontons al snel gefixeerd. Bij het tweede platform van Odeco, de John Hayward, waren de extra pontons voor en achter al vanaf het begin een geïntegreerd onderdeel van het grote ponton.
Het kolomgestabiliseerde concept vond wel navolging en evolueerde tot de flesvormige kolommen waarvan Rig 46 van Kerr-McGee de eerste was. Dit zou uiteindelijk resulteren in de halfafzinkbare platforms (semisubmersibles) waarmee diep water bereikbaar werd.

## Halfafzinkbare platforms
Tijdens het verslepen van afzinkbare platforms werden deze ontballast om een minimale diepgang te verkrijgen. Tijdens slecht weer werd er echter wel deels ballastwater ingenomen, wat leidde tot een gunstig zeegedrag. Dit viel Bruce Collipp van Shell Oil op tijdens een reis met de Margaret van Odeco. Dit bracht Shell ertoe om in 1961-62 de bestaande afzinkbare Blue Water Rig No. 1 om te bouwen tot wat bekend werd als semisubmersible.
Odeco zelf volgde in 1963 met de Ocean Driller, het eerste platform dat bij nieuwbouw al halfafzinkbaar was. Het opmerkelijke V-vormige ontwerp was van Tom Graham en Laborde. Ruim een jaar later volgde van dezelfde werf de Ocean Explorer volgens hetzelfde ontwerp.
In 1965 werd de Ocean Queen gebouwd met een verbeterd rechthoekig ontwerp. Van dit ontwerp werden vijf platforms gebouwd, waaronder de Ocean Viking dat in 1969 Ekofisk ontdekte. De tekortkomingen van dit ontwerp dat gebaseerd was op de omstandigheden in de Golf van Mexico bleken toen de Ocean Prince in 1968 verging op de Noordzee. Het was echter niet alleen het ontwerp dat een rol speelde, aangezien de Ocean Prince, vlakbij zonder problemen door de storm kwam, doordat het niet op de zeebodem was afgezonken.
Een robuuster ontwerp volgde met de Ocean Victory uit 1972 waaruit een serie van twaalf platforms volgde. In 1976 werd voor poolomstandigheden de Ocean Ranger gebouwd. In 1982 ging deze verloren in een zware storm bij de Grand Banks waarbij de volledige bemanning omkwam. De Ocean Odyssey was in 1983 een verbeterd Ocean Ranger-ontwerp waarvan er nog drie gebouwd werden.
Behalve eigen ontwerpen nam Odeco ook bestaande platforms over, onder meer van het Aker H-3-ontwerp.
In 1992 nam Diamond M Drilling Odeco over.